# Kirchberg an der Raab
Kirchberg an der Raab – gmina w Austrii, w kraju związkowym Styria, w powiecie Südoststeiermark. Według danych Austriackiego Urzędu Statystycznego liczyła 4420 mieszkańców (1 stycznia 2015).